# Carlton (Selby)
Carlton is een civil parish in het bestuurlijke gebied Selby, in het Engelse graafschap North Yorkshire met 1934 inwoners.